# Valle (Noorwegen)
Valle is een gemeente in het Setesdal in de provincie Agder in het zuiden van Noorwegen. De gemeente telde 1246 inwoners in januari 2017. De huidige gemeente ontstond in 1962 toen Hylestad aan Valle werd toegevoegd. Eerder, in 1915, was Hylestad afgesplist van Valle.
Valle ligt ten zuidoosten van de hoogvlakte Hardangervidda. Het grenst in het noorden aan Bykle in Agder en Tokke in Telemark, in het oosten aan Fyresdal in Vestfold og Telemark, in het zuiden aan Bygland en in het westen aan Sirdal beide in Agder. Circa 9 km ten noorden van Valle is de waterval Gloppefoss.
Het meer de Rosskreppfjord ligt op de grens tussen Valle en Sirdal. In Rysstad, een plaats in de gemeente Valle, is de hoofdvestiging van het Setesdalmuseum. Valle is bekend om zijn zilversmeedkunst.